# Luisa Martínez Casado
Luisa Martínez Casado (Cienfuegos, 28 de agosto de 1860-Ib., 28 de septiembre de 1925) fue una actriz de teatro cubana con trayectoria en Cuba, España, México, Venezuela, Colombia, Panamá, Costa Rica, República Dominicana y Puerto Rico.

## Biografía
Nació en Cienfuegos (provincia de Cienfuegos, Cuba) el 28 de agosto de 1860. Los primeros años de vida los radicó en la calle Arguelles, esquina a Cristina, de la ciudad de Cienfuegos, frente al Teatro de la Avellaneda, erigido por su padre: Luis Martínez Casado, quien lo denominó así en honor de la célebre dramaturga camagüeyana Gertrudis Gómez de Avellaneda.
Dio sus primeros pasos de su carrera artística, aún muy niña, en su ciudad natal, sobre las tablas del Teatro Avellaneda. Cada presentación iba acometiendo temas de interpretación más difíciles y aconsejaban someterla a la prueba de escenarios y auditorios de mayor impacto.
A raíz del incendio del Teatro Avellaneda la familia se traslada a La Habana. Allí tuvo la oportunidad de representar en los teatros Albisu y Payret. Al igual que en Cienfuegos, triunfó en La Habana.
A los quince años fue contratada como Dama joven, estrenando la obra O locura o santidad de José Echegaray en el Teatro Albisu, obteniendo éxitos de tal naturaleza, que centenares de personas le aconsejaban continuar su carrera en España.
En junio de 1878 se trasladó a España para estudiar declamación en el Conservatorio de Madrid donde obtuvo el primer premio en el concurso público celebrado a la terminación del curso.
Trabajó en los teatros “Español”, “Jovellanos” y “Apolo”, de Madrid; y en los principales de provincia de España, destacándose en Barcelona, Valencia, Alicante, Cádiz, Málaga, Sevilla y Granada. Obtuvo el 29 de noviembre de 1889 un gran éxito en el teatro “Principal” de Granada con la comedia en tres actos “Divorciémonos”.
Regresó a América para realizar presentaciones en teatros de Colombia, México, Venezuela, República Dominicana, Puerto Rico, etc. En México durante una función a su beneficio, arrebatado el público por el entusiasmo, le arrojó a la escena mil doscientos ochenta bouquet, ciento diecisiete coronas y más de mil doscientos ramilletes de rosas, la prensa mexicana la obsequió con una valiosa corona de oro, con la dedicatoria siguiente: “La Prensa de México a Luisa Martínez Casado”. Comparada con Eleonora Duse, Sara Bernhardt y María Guerrero. La Martínez Casado contrajo matrimonio en 1890 con el actor Isaac de Puga. Cuando se celebró en Cienfuegos en 1911 un plebiscito para saber el nombre que debía ponerse al teatro construido en Independencia y Santa Clara, triunfó el nombre de “Luisa Martínez Casado” nuestra biografiada gozó de una alta estimación y de un aprecio sincero en el pueblo de Cienfuegos, que vio siempre en ella a la artista notable que supo obtener muchos triunfos para su ciudad natal. El 13 de julio de ese año tuvo lugar su retiro escénico en la ciudad de Cárdenas con la pieza Locura de amor (Tamayo y Baus).
Falleció en Cienfuegos el 28 de septiembre de 1925.
La periodista Gloria Álvarez es su tataranieta.